# Leif Strand (musiker)
Leif Strand, född 7 juni 1942 i Steneby församling, och uppvuxen i Bengtsfors i Ärtemarks församling, död 1 december 2021, var en svensk dirigent, tonsättare och arrangör.
Strand utbildades 1960–1970 vid Kungliga Musikhögskolan där han bland annat gick 5 år i klarinettklassen och 3 år i dirigentklassen. Leif Strands Kammarkör startade han 1965 och inledde då även ett samarbete med Jan Johansson, Georg Riedel, Arne Domnérus, Göran Fristorp, Janne Schaffer, Björn J:son Lindh med flera musiker. År 1997 bildades Leif Strands Damkör. Som kompositör, arrangör och körledare har han givit ut ett 30-tal skivor. Leif Strand tilldelades 1994 Svenska statens livslånga konstnärsstipendium och 2012 fick han HM Konungens medalj "för framstående konstnärliga insatser inom svenskt musikliv". 1995 bosatte han sig i Bovallstrand där han levde fram till sin död.

## Diskografi
- 1969 - En skiva (Leif Strands Kammarkör)
- 1970 - En skiva till (Leif Strands Kammarkör)
- 1971 - Var hälsad sköna morgonstund
- 1971 - Sorgen och glädjen (Leif Strands Kammarkör)
- 1974 - Allt under himmelens fäste
- 1974 - Göran Fristorp sjunger Nils Ferlin
- 1976 - Folk som har sånger kan inte dö (Monica Zetterlund m.fl.)
- 1977 - Göran Fristorp sjunger Fröding
- 1980 - Fred är en hemlig sång
- 1982 - Missa Pro Pace - En fredsmässa
- 1983 - Divina
- 1986 - New Age - De 12 årstiderna
- 1988 - Zodiak - De tolv temperamenten
- 1988 - Julglöd (Jan Schaffer, Bo Westman, Nacka Sångensemble, Björn J-son Lindh)
- 1997 - Som fågeln vid ljusan dag
- 2000 - Våra systrar gå i brokiga kläder (Leif Strands Damkör och Helen Sjöholm, Sharon Dyall, m.fl.)
- 2003 - When you wish upon a star (Leif Strands Damkör och GöteborgsMusiken)
- 2007 - Ett barn är fött (Leif Strands Damkör och Jönköpings sinfonietta)
- 2009 - Gryning - Harmoni och vila i folkton (Lars Hägglund, Jönköpings sinfonietta, Bo Westman)
- 2015 - Skisser (utgiven på Naxos Sweden)
- 2020 - Leif Strands Requiem (Leif Strands damkör och symfoniorkester)